# Un jour d'été
Un jour d'été är den franska sångerskan Amel Bents debutalbum, utgivet 2004. Det innehåller bland annat singeln "Ma philosophie".

## Låtlista
1. "Je suis" - 3:18
2. "Ma philosophie" - 3:23
3. "Le temps passe" - 3:14
4. "Le droit à l'erreur" - 4:02
5. "Mes racines" - 3:38
6. "Ne retiens pas tes larmes" - 3:43
7. "Pardonnez-moi" - 4:46
8. "J'attends" - 3:40
9. "Quand elle chante" - 3:59
10. "Auprès des miens" - 3:26
11. "Partis trop tôt" - 4:10
12. "Je me sens vivre" - 3:23
13. "Ne retiens pas tes larmes" - 3:53